# Holy Moses
Holy Moses fue una banda alemana de thrash metal fundado por Ramon Brüssler (bajista), Jochen Fünders (guitarrista, vocalista) y Peter Vonderstein (baterista) en Aquisgrán, Alemania, en el año de 1980. Durante la segunda mitad de 1981, Fünders y Vonderstein dejaron la banda y fueron reemplazados por Andy Classen (exguitarrista de Disaster) y Paul Linzenich en la batería; el puesto de vocalista fue ocupado por Iggy, quien fue despedido de la banda poco después, a principios de 1982, y reemplazado por Sabina Classen, la novia de Andy. Esta nueva alineación hizo su primera aparición en vivo en noviembre del mismo año. Al año siguiente, Sabina y Andy contraen nupcias.

## Historia
En 1984, Paul Linzenich se ve forzado a dejar el grupo para terminar con la Universidad y es reemplazado por el hermano de Sabina, Tom Hirtz, quien, a su vez, es reemplazado posteriormente por Joerg “Snake” Heins; Sabina es reemplazada por su hermano por unas semanas.

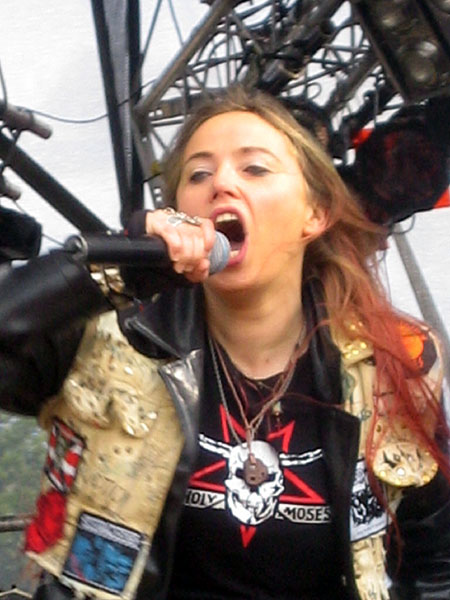
Sabina Classen en un concierto.

Dos años después, en 1986, Holy Moses consigue un contrato para grabar su primer álbum, titulado Queen of Siam, para el cual la banda recurre a un nuevo baterista, Herbert Dreger y a la producción del bajista de Mekong Delta, Ralph Hubert, propietario de la discográfica. Unas semanas después del estreno del álbum, Herbert decide abandonar la banda y es reemplazado por Uli Kusch. En septiembre se da un cambio inesperado: Ramon deja la banda para vivir con su novia en Tailandia. Es entonces cuando Sabina toma el cargo de mánager de la banda.
En 1987 graban su segundo disco, Finished With The Dogs, el cual los catapulta a la fama internacional. Empiezan giras con Rage, Angel Dust, Steeler y Paganini. En diciembre, el grupo tiene la oportunidad de trabajar bajo el mismo techo que AC/DC, Van Halen y Metal Church al conseguir un contrato con Warner Records.
En 1988, Sabina decide dedicarle tiempo completo a Holy Moses y deja su trabajo como paramédico y sus estudios en la Universidad. Aparte de su trabajo con la banda, presenta el espectáculo de televisión especializado en heavy metal Mosh con el periodista Götz Kühnemund. Mientras tanto, Andy y Uli empiezan con los preparativos para el nuevo álbum, The New Machine of Liechtenstein, el cual es grabado en Horus Sound Studio, en Hannover, y mezclado en Nueva York. Este álbum conceptual contiene una elaborada tira cómica, hecha por Rainer Laws. Poco después del estreno del álbum, Rainer se une como guitarrista secundario de Holy Moses.

En 1989, con The New Machine of Liechtenstein, Holy Moses empieza giras importantes. A finales del año ocurren problemas con Warner Records cuando Heinz-Gerd Lütticke, quien había trabajado previamente con Scorpions, sugiere el cambio del estilo de canto de Sabina y trata de incluir escritores externos a la banda en el proceso de creación, lo cual lleva a la banda a finalizar su trabajo con Warner Records.
En 1990, después de la caída del Muro de Berlín, Holy Moses trabaja junto con la banda Blitzz en gira. Durante la gira, Rainer contrae una enfermedad, así que la banda decide presentarse sin él; después de su recuperación, Laws decide dejar Holy Moses para concentrarse en sus tiras cómicas. El nuevo mánager de Holy Moses, Uli Wiehagen, abre su propia discográfica, West Virginia Records, y firma un contrato con el grupo para un nuevo disco, World Chaos, el cual es producido por Harris John y Will Reid Dick. Después de terminar las grabaciones, Uli deja la banda tras recibir una oferta por Gamma Ray. Atomic Steif, quien previamente había trabajado con la banda de Speed Metal, Living Death, reemplaza a Uli durante el tour.
Dos años después, en 1992, tras el estreno del álbum Reborn Dogs, Holy Moses se separa y Sabina forma una banda junto con Schrödey, guitarrista de Warpath. La banda fue nombrada Temple of The Absurd, quienes a pesar de solo haber producido un demo, son invitados en 1993 al Dynamo Open Air; y unas semanas después estrenan su primer álbum, Absurd, de manera independiente, consiguiendo 3000 ventas durante el primer mes.
En 1994, Andy, quien se había convertido en un productor de renombre, usa el nombre Holy Moses para sacar un nuevo álbum llamado No Matter What's The Cause, el cual presenta al bajista Dan Lilker y al baterista Sven “Meff” Herwig y a Andy como guitarrista y vocalista. Sabina contribuye como vocalista invitada. Mientras tanto, la vida íntima de Sabina y Andy resultaba afectada, lo cual terminó en su divorcio.
Durante 1995 y 1996, Sabina vuelve con Warner Records para reestrenar el primer álbum de Temple of The Absurd. Posteriormente, la banda empezó a hacer giras, y fueron invitados en dos ocasiones para tocar en el creciente Wacken Open Air, siendo la atracción principal de la edición de 1996.
Durante 1997, Sabina comienza su propio proyecto de vídeos en Internet, Bullet TV, fungiendo de nuevo como presentadora.
En 1999, la segunda grabación de Temple, Mother, Creator, God, es aclamada por el público metalero, siendo este álbum uno de los primeros en aggregar un DVD bonificación con vídeos y varios extras. Temple se presenta en festivales como Bang Your Head y With Full Force. A pesar de que su discográfica, High Gain, colapsa, la banda comienza una gira por Europa junto con otras bandas. Poco antes de la presentación en el Wacken Open Air, que consolidaba los tres festivales de mayor éxito en Alemania, Sabina queda gravemente enferma y es operada, lo cual lleva a la cancelación de la presentación en el Wacken Open Air.
En 2000, Sabina organiza un tour con los grupos novatos Dark Age y Niederschlag. Poco antes de que la temporada de festivales comience, Sabina sufre un accidente en motocicleta, del que afortunadamente sobrevive. Después de recuperarse del accidente, vuelve a enfermar y necesita intervención quirúrgica nuevamente. Para culminar con esta racha de mala suerte, Temple of The Absurd se separa, y Andy y Sabina vuelven a trabajar juntos: es el regreso definitivo de Holy Moses.
En 2001, se estrena el EP Master of Disaster, que gana críticas positivas por parte de críticos y admiradores.
En 2002, el nuevo álbum Disorder of The Order sale en junio y Holy Moses sale de gira junto con Desaster y Embrace. Michael Hankel reemplaza a Andy en las presentaciones en vivo y después empieza a componer para Holy Moses.
Dos años después, en 2004, canciones en vivo de Holy Moses forman parte del DVD Armageddon Over Wacken. Posteriormente, a petición de admiradores, se empieza a producir un nuevo álbum, Strength, Power, Will, Passion, el primer disco con el que Andy Classen no contribuye en absoluto con Holy Moses, ya que todas las canciones para tal álbum fueron escritas y arregladas por Michael y Sabina; el disco se estrena en mayo de 2005.
Durante 2005 y 2006, Holy Moses reedita todos sus álbumes anteriores, incluidas las canciones de bonificación y demos, todas ellas con nuevo diseño y, por primera vez, una edición en CD de Queen of Siam.
En 2007, la banda realiza numerosas actuaciones en vivo y comienzan a dar forma a su nueva formación con Olli Jaath en el bajo y Atomic Steif en la batería. A comienzos de 2008, la banda se embarca en un tour por Europa junto con Obituary; que resulta ser muy exitoso.
A mediados de 2008 se produce una nueva incorporación a la banda. Thomas Neitsch entra a tocar el bajo y Olli Jaath pasa a tocar la guitarra (instrumento que toca también en Reckless Tide). Con esta formación (y junto a Ferdy Doernberg de la banda de Axel Rudi Pell y muchas otras) tocan en el Black Stage del Wacken Open Air Festival. Finalmente, la banda tiene planeado una gira por Europa junto a Benediction a partir del mes de octubre.
El 26 de septiembre de 2008 es la fecha de lanzamiento de su nuevo álbum, llamado Agony of Death, el cual ya está recibiendo excelentes críticas en todo el mundo.

## Discografía

### Álbumes
- Queen of Siam - (1986)
- Finished With the Dogs - (1987)
- The New Machine of Lichtenstein - (1989)
- World Chaos - (1990)
- Terminal Terror - (1991)
- Reborn Dogs - (1992)
- No Matter What's the Cause - (1994)
- Disorder of the Order - (2002)
- Strength Power Will Passion - (2005)
- Agony of Death - (2008)
- Redefined Mayhem - (2014)

### Reestrenos
- Queen of Siam (2005)
- Finished With the Dogs (2005)
- The New Machine of Lichtenstein (2005)
- World Chaos (2006)
- Terminal Terror (2006)
- Reborn Dogs (2006)
- No Matter What's the Cause (2006)
- Master of Disaster (2006)
- Disorder of the Order (2006)

### Sencillos y EP
- Roadcrew - (1987)
- Too Drunk to Fuck - (1991)
- Master of Disaster - (2001) (EP)

### Compilation
- Too Drunk to Fuck - (1993)
- 30th Anniversary: In the Power of Now - (2012)

### Demos
- Black Metal Masters - (1980)
- Holy Moses - (1981)
- Satan's Angel - (1982)
- Call of the Demon - (1983)
- Heavy Metal - (1983)
- Death Bells - (1984)
- Walpurgisnight - (1985)
- The Bitch - (1986)

## Miembros
- Sabina Classen, “Princess of Hell”: voz.
- Michael Hankel: guitarra.
- Olli: bajo.
- Atomic Steiff: batería.

## Exmiembros

### Vocalistas
- Jochen Fünders (1980-1981)
- Iggy (1981)
- Tom Hirtz (1984)
- Andy Classen (1994)

### Guitarristas
- Jochen Fünders (1980-1981)
- Jean-Claude (1981)
- Andy Classen (1981-1994)
- Georgie Symbos (1987)
- Thilo Hermann (1988)
- Rainer Laws (1988-1990)
- Jörn Schubert (2000-2002)
- Franky Brotz (2000-2005)

### Bajistas
- Ramon Brüssler (1980-1986)
- Andre Chapelier (1986-1987)
- Johan Susant (1987)
- Thomas Becker (1988-1990)
- Ben Schnell (1990-1992)
- Dan Lilker (1993-1994)
- Jochen Fünders (2000-2001)
- Andreas Libera (2001-2003)
- Alex De Blanco (2003-2005)

### Bateristas
- Peter Vonderstein (1980-1981)
- Paul Linzenich (1981-1984)
- Joerg Heins (1984-1985)
- Herbert Dreger (1985-1986)
- Uli Kusch (1986-1990)
- Atomic Steiff (1990-1992, 2006)
- Sven Herwig (1992-1994)
- Julien Schmidt (2000-2005)